# Оржицька волость
Оржицька волость — адміністративно-територіальна одиниця Лубенського повіту Полтавської губернії з центром у селі Оржиця.
Старшинами волості були:
- 1900 року козак Іван Олексійович Симоненко[1];
- 1904 року козак Леонід Васильович Вакуленко[2];
- 1913—1915 роках Каленик Ілларіонович Пасько[3],[4].